# Nils Johansson (botaniker)
Nils Thure Johansson, född 12 augusti 1893 i Stockholm, död 18 mars 1939 i Bromma, var en svensk botaniker.
Nils Johansson var son till bokbindaren Thure Johansson. Under inflytande av sin biologilärare botanikern Johan Albert Otto Skårman började han intressera sig för botanik under gymnasietiden. Efter studentexamen blev han student vid Stockholms högskola och avlade 1917 filosofisk ämbetsexamen där. Under denna tid hade han för avsikt att arbeta som geolog, och förutom olika lärarvikariat i Stockholm 1919-1936 arbetade han 1919-1921 vid fältarbetena för Sveriges geologiska undersöknings torvinventering. 1920-1921 var Johansson medarbetare vid Riksmuseets paleobotaniska avdelning och blev 1923 filosofie licentiat och 1927 filosofie doktor vid Stockholms högskola.
1927-1929 vistades han som Liljevalchsstipendiat i Centralamerika för botaniska studier och företog även privata uppdrag på Kuba, Haiti och Jamaica. Vid återkomsten till Sverige blev han docent i skogsfysiologi vid Skogshögskolan. Johansson blev 1936 adjunkt i geografi och biologi med hälsolära vid Högre allmänna läroverket å Södermalm.
Förutom vetenskapliga arbeten, dels om floran ett par skånska stenkolsgruvor under slutet av trias skrev han flera arbeten om växtfysiologi. Han var även populärvetenskaplig författare, skrev flera artiklar i Nordisk familjeboks tredje upplaga och omarbetade Johan Albert Otto Skårmans lärobok i botanik.